# Liste jüdischer Friedhöfe in Ungarn
Die Liste jüdischer Friedhöfe in Ungarn gibt bisher nur einen sehr kleinen Überblick zu jüdischen Friedhöfen (Zsidó temető) in Ungarn – in Ungarn existieren noch etwa 1.600 jüdische Friedhöfe. Aufgeführt sind in dieser Liste alle Friedhöfe, für die in der deutschsprachigen Wikipedia Artikel existieren. Die Sortierung erfolgt alphabetisch nach den Ortsnamen.

## Liste der Friedhöfe
| Bezeichnung                                | Bild           | Ort                                                    |
| ------------------------------------------ | -------------- | ------------------------------------------------------ |
| Jüdische Friedhöfe in Budapest             |                | Budapest                                               |
| Jüdischer Friedhof (Darnózseli)            | weitere Bilder | Darnózseli (deutsch: Dornach-Schöllern) (Lage)         |
| Jüdischer Friedhof Eger (Ungarn)           | weitere Bilder | Eger (deutsch: Erlau) (Lage)                           |
| Jüdischer Friedhof (Esztergom)             | weitere Bilder | Esztergom (deutsch: Gran) (Lage)                       |
| Jüdischer Friedhof (Fülöpszállás)          | weitere Bilder | Fülöpszállás (Lage)                                    |
| Jüdischer Friedhof (Hajdúdorog)            | weitere Bilder | Hajdúdorog (deutsch: Deroch) (Lage)                    |
| Jüdischer Friedhof (Kenderes)              | weitere Bilder | Kenderes (Lage)                                        |
| Jüdischer Friedhof (Keszthely)             | weitere Bilder | Keszthely (deutsch: Kesthell) (Lage)                   |
| Jüdischer Friedhof (Kisvárda)              | weitere Bilder | Kisvárda (deutsch: Kleinwardein) (Lage)                |
| Jüdischer Friedhof (Lovasberény)           | weitere Bilder | Lovasberény (deutsch: Lauschbrünn) (Lage)              |
| Jüdischer Friedhof (Miskolc)               | weitere Bilder | Miskolc (deutsch: Mischkolz) (Lage)                    |
| Jüdischer Friedhof (Nagykanizsa)           | weitere Bilder | Nagykanizsa (Lage)                                     |
| Alter jüdischer Friedhof (Pápa)            | weitere Bilder | Pápa (Lage)                                            |
| Neuer jüdischer Friedhof (Pápa)            | weitere Bilder | Pápa (Lage)                                            |
| Jüdischer Friedhof (Rákoskeresztúr)        | weitere Bilder | Rákoskeresztúr (deutsch: Gerersdorf) (Lage)            |
| Alter Jüdischer Friedhof (Sátoraljaújhely) | weitere Bilder | Sátoraljaújhely (deutsch: Neustadt am Zeltberg) (Lage) |
| Jüdischer Friedhof (Sopron)                | weitere Bilder | Sopron (Lage)                                          |
| Jüdischer Friedhof (Tata)                  | weitere Bilder | Tata (Lage)                                            |
| Jüdischer Friedhof (Örkény)                |                | Örkény (Lage)                                          |